# لودویگ فان (فیلم)
لودویگ فان (به [Ludwig van] Error: {{Lang-xx}}: متن دارای نشانه‌گذاری ایتالیک است (راهنما)) با نام کاملِ لودویگ فان: یک گزارش (به آلمانی: Ludwig van: ein Bericht) یک فیلم تجربی تلویزیونیِ سیاه‌وسفید به کارگردانی موریسیو کاگل محصول ۱۹۶۹ آلمان غربی است. از بازیگران آن می‌توان به یوزف بویس اشاره کرد.
این فیلم به مناسبت فرارسیدن دویستمین سال تولد لودویگ فان بتهوون، آهنگساز آلمانی، ساخته شد.